# Hittalaladahalli, Hassan
Hittalaladahalli là một làng thuộc tehsil Hassan, huyện Hassan, bang Karnataka, Ấn Độ.